# PDU (лейбл)
PDU (Platten Durcharbeitung Ultraphone) — швейцарский лейбл звукозаписи, основанный в 1967 году по инициативе итальянской певицы Мины и её отца, Джакомо Маццини. Из-за финансовых соображений компания была зарегистрирована в Шане, Лихтенштейн, однако головной офис расположился в Лугано, Швейцария; до 1984 года офис также располагался в Милане, Италия.
В первые годы специализировался на производстве поп-музыки, к лейблу присоединились такие артисты как I Domodossola, Tihm, Aulehla & Zappa, Marita, Johnny Sax, Milena, Marisa Sacchetto, Roberto Ferri и Luigi Grechi. С 1972 года также стал выпускать джазовую музыку (Renato Sellani, Giorgio Gaslini, Bruno Tommaso, Romano Mussolini, Martial Solal, Gaetano Liguori, Guido Mazzon, Andrea Centazzo). В одно время лейбл стал выпускать академическую музыку.
Со временем новые артисты в лейбл уже не принимались и компания, в основной массе своей, занималась выпуском пластинок Мины.
До конца 1970-х годов материнской компанией был лейбл Durium, затем до 1996 года — EMI Italiana, после перешла под прямой контроль RTI (с 1997 по 1999 год). С 1999 года лейбл входит в состав Sony Music.